# Lavafontein

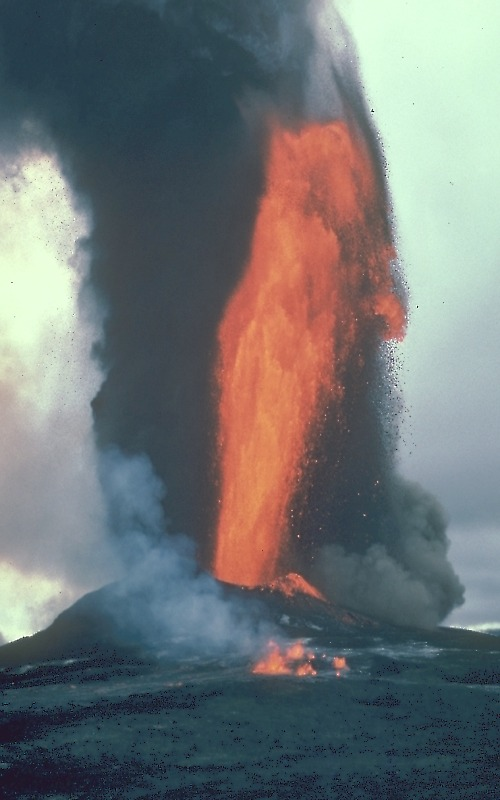
Lavafontein van ongeveer 450 m hoog op de Hawaïaanse schildvulkaan Kīlauea.

Een lavafontein is een straal lava die uit de grond omhoog schiet bij een vulkanische eruptie. De kracht achter de fontein wordt veroorzaakt door de overdruk in een magmakamer, waardoor de lava omhoog spuit. Een lavafontein kan een continu aanhoudende straal zijn, of in korte pulsen lava uitstoten. Bij Hawaï-type vulkanisme kunnen lavafonteinen voorkomen die tientallen of honderden meters hoog zijn. Ze komen echter ook bij sommige andere typen vulkanisme voor, zoals op Surtsey.
Lavafonteinen kunnen alleen voorkomen bij goed vloeibare (niet-viskeuze) lava, die geen gassen meer bevat en daarom niet op explosieve manier uitbarst. In de praktijk komt dit vrijwel altijd neer op lava waarin zich evenveel of minder silica bevindt dan in basalt. De lava vormt in de lucht klonten, die soms stollen om als scoria of Pele's hair op de grond te vallen. Vanwege de hoge temperatuur van basaltisch lava  gemiddeld rond de 1100° is de meeste lava uit een fontein echter nog vloeibaar als ze op de grond valt. Er kan zich dan een lavameer vormen of de lava kan in stromen naar beneden bewegen.